# 以色列签证政策

Visa policy of Israel
以色列
免簽(ETA-IL)
需要簽證

旅客入境以色列必须持有签证，除非他来自享受入境免签证的国家。所有入境旅客的护照均须有6个月以上有效期。

## 免簽證

### 普通護照
持有以下國家普通護照的人無需簽證即可前往以色列旅遊、商務或學習最多 90 天，或進行最多 30 天的文化或體育活動。自 2025 年 1 月起，他們在前往以色列之前必須獲得電子旅行授權 (ETA-IL)。 ETA-IL 的費用為 25 以色列新謝克爾，效期為 2 年或直至護照到期（以先到者為準）。  
| - 欧洲联盟 | | |
| - 阿尔巴尼亚 - 安道尔 - 阿根廷 - 巴哈马 - 白俄羅斯 - 巴西 - 加拿大 - 智利 - 哥伦比亚 - 多米尼克 - 薩爾瓦多 - 斐济 - 格瑞那達 - 海地 | - 香港 - 冰島 - 牙买加 - 日本 - 賴索托 - 列支敦斯登 - 澳門 - 马拉维 - 马绍尔群岛 - 模里西斯 - 墨西哥 - 密克羅尼西亞聯邦 - 摩尔多瓦 - 摩納哥 - 蒙古国 - 蒙特內哥羅 - 瑙鲁 - 新西兰 - 北馬其頓 - 挪威 - 帛琉 - 巴拿马 - 巴拉圭 - 秘魯 | - 菲律賓 - 俄羅斯 - 圣基茨和尼维斯 - 圣卢西亚 - 萨摩亚 - 圣马力诺 - 塞爾維亞 - 新加坡 - 所罗门群岛 - 南非 - 苏里南 - 瑞士 - 臺灣 - 千里達及托巴哥 - 乌克兰 - 阿联酋 - 英国 - 美国 - 乌拉圭 |

公民如果经塔巴到以色列的贝尔谢巴可以不需签证在以色列停留14天以上。
土耳其国民需要提前获得免费签证才能进行旅游。
前往巴勒斯坦的巴勒斯坦护照持有人入境以色列时可获得落地签。
以下国家的公务护照入境以色列不需签证：贝宁、波斯尼亚和黑塞哥维那、布基纳法索、刚果共和国、科特迪瓦、加蓬、冈比亚、圣座、印度、马达加斯加、尼加拉瓜、尼日尔、塞拉利昂、泰国、多哥、土耳其、委内瑞拉、越南。

#### 互惠
以色列国民可以免签证前往其国民可以免签证前往以色列的所有国家，但澳大利亚除外。
以色列向所有向以色列国民提供免签证或电子旅行授权 (ETA) 的国家的国民提供免签证待遇，安哥拉、波斯尼亚和黑塞哥维那、哈萨克斯坦、基里巴斯、科索沃、吉尔吉斯斯坦、尼加拉瓜、泰国、土耳其、 乌兹别克斯坦和梵蒂冈城的公民除外。

## 以色列护照盖章问题
因为以巴冲突的问题导致以色列与阿拉伯国家,以及一些穆斯林信徒为主的国家经常发生冲突，所以阿拉伯联盟为了抵制以色列，任何国家或地区的公民护照上如果有以色列的护照盖章，将不被许可入境阿拉伯国家中的一部分国家（如沙特阿拉伯、伊朗等）。但伊朗近年允许访问以色列已超过12个月的人士进入。因此，一些国家例如奥地利、德国、美国等允许其公民持有两本甚至多本护照以应对此类限制。
近几年，以色列不再提供出入境盖章，而是提供另纸签证。入境及出境记录显示在包含入境人姓名、入境人照片、日期、签证状态及其它信息的纸张上，以规避因护照盖章而导致其无法入境阿拉伯国家的问题。但仍有一些国家凭据与以色列陆地交界国家的出入境记录章， 如约旦和埃及， 判断护照持有人访问过以色列。因此，可以拒绝上述人士入境。解决的方案只能是换领新护照。